# Visa pour l'Image

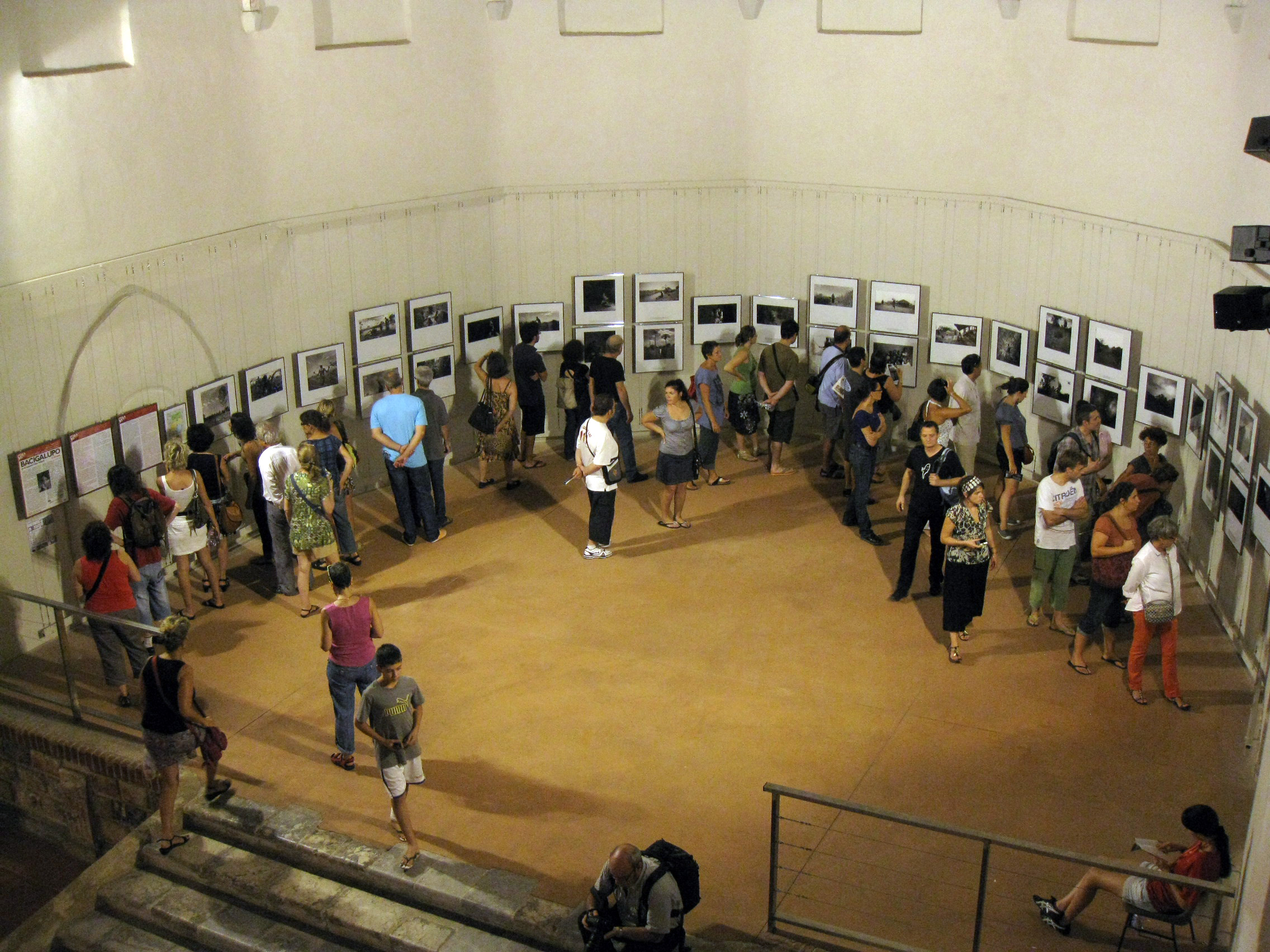
Exposición en el convento de los Mínimos (2011)

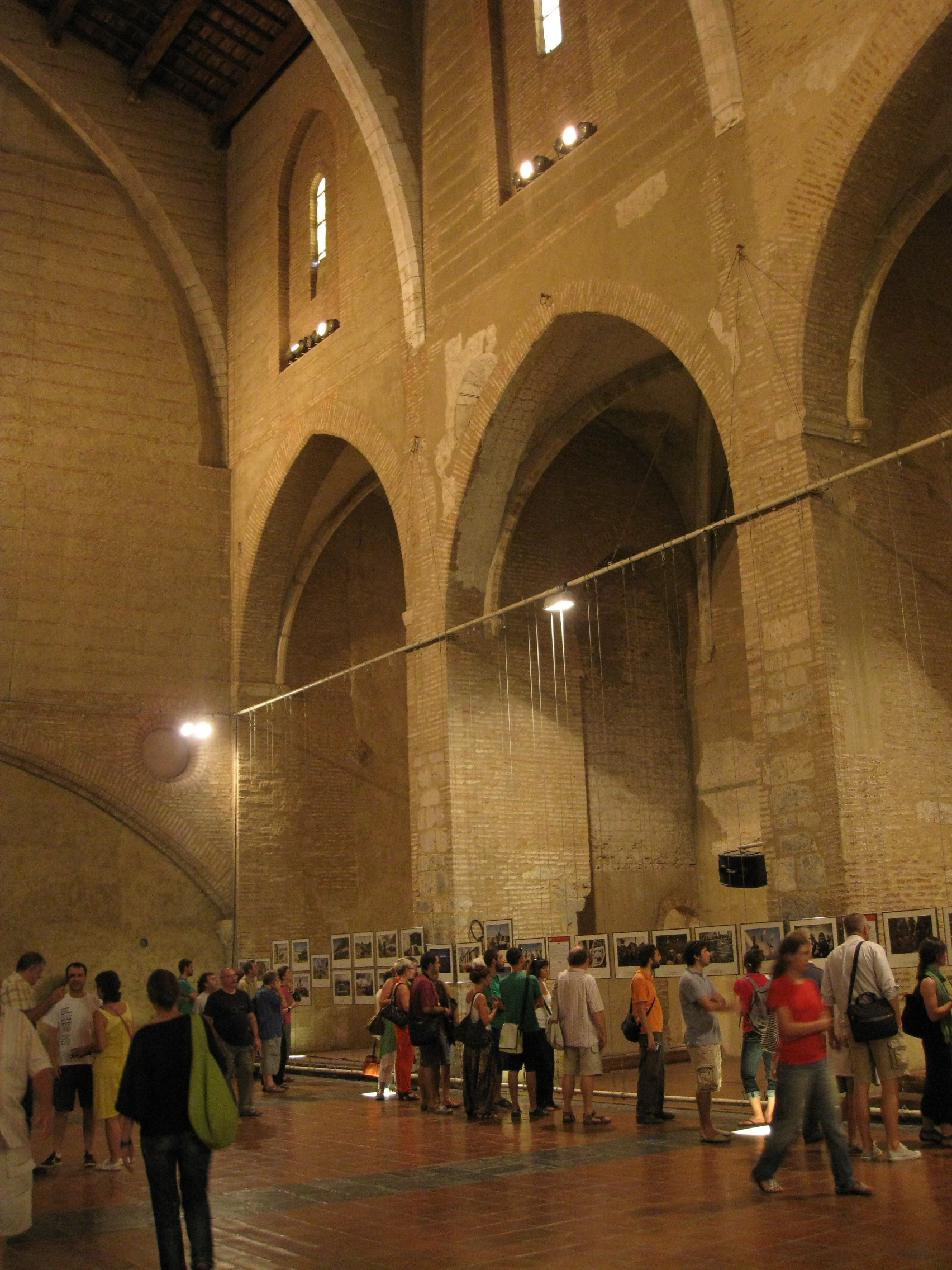
Exposición en la iglesia de Santo Domingo (2011)

Visa pour l’Image es un festival internacional de fotografía, dedicado al fotoperiodismo que se celebra cada año en Perpiñán (Francia) entre finales de agosto y principios de septiembre. Se organiza desde 1989 y trata de mostrar obras significadas del fotoperiodismo. Está organizado por el Ministerio de Cultura francés y las instituciones locales de Perpiñán a iniciativa de los editores de Paris Match, Photo y el grupo Hachette Filipacchi que participan con otros patrocinadores.

## El Festival
Tiene lugar en diversos edificios históricos y centros culturales de la ciudad, donde se organizan numerosas exposiciones. En ellas participan fotoperiodistas y agencias fotográficas. También se celebran veladas con proyecciones fotográficas tanto retrospectivas como actuales en el recinto del Campo Santo y a veces en la Plaza de la República.
Por otro lado, se realizan numerosos encuentros con fotógrafos, que permiten acercar la profesión al público, y un coloquio en que diversos especialistas y profesionales discuten cuestiones que preocupan e interesan al mundo de la imagen y la información. 

## La Semana profesional
En el marco del festival, la Semana profesional constituye una ocasión idónea para que fotoperiodistas de todo el mundo se reúnan y compartan sus trabajos e inquietudes. El Centro Internacional de Prensa ubicado en el Palacio de Congresos recibe cada año a 3.000 profesionales acreditados y 280 agencias de una cincuentena de países. Más de 60 agencias y colectivos de fotógrafos del mundo disponen de una oficina de representación.

## La entrega de premios
Visa pour l’image concede en cada edición un total de seis premios a los mejores reportajes realizados durante el año. Un jurado internacional formado por directores de fotografía de medios informativos de todo el mundo escoge de entre los trabajos fotográficos del año –publicados o no- a cuatro nominados para cada una de las categorías. Posteriormente, un segundo jurado se reúne en Perpiñán para designar el ganador de cada premio. 
Los galardones son los siguientes:
- Visa d’Or News
- Visa d’Or Magazine
- Visa d’Or de la Prensa Diaria
- Premio del Joven Reportero de la Ville de Perpignan

Por su parte, Canon France y la Asociación de Mujeres Periodistas de Francia (la AFJ, Association de Femmes Journalistes en francés) otorgan este otro:
- Premio Canon de la Mujer Fotoperiodista

La organización CARE Internacional concede a su vez este último:
- Gran Premio CARE Internacional del Reportaje Humanitario

## Programas educativos
Por otro lado, la Asociación Visa pour l’Image participa activamente en programas educativos. Así, en la edición de 2008, ha colaborado con el Centro de Relación entre la Enseñanza y los Medios de Información (CLEMI en sus siglas en francés, de Centre de Liason de l’Enseignement et des Médias d’Information) para ofrecer visitas guiadas a las exposiciones a escolares y estudiantes de secundaria del área de Perpiñán, así como cursos de formación a los profesores para que trasladen el análisis y la reflexión sobre el lenguaje fotográfico de los medios de comunicación a sus clases en los centros de enseñanza.